# Jean Blondel
Jean Blondel (Tolone, 26 ottobre 1929 – Londra, 25 dicembre 2022) è stato un politologo e saggista francese.
Docente presso l'Istituto universitario europeo di Firenze dal 1985 al 1994, risiedeva a Londra.

## Biografia
Si laureò all'Institut d'Études Politiques di Parigi nel 1953 e poi al St Antony's College (Oxford). Dopo aver effettuato il servizio militare in Francia, ritornò in Gran Bretagna dove iniziò la carriera accademica all'Università di Manchester. Fu docente presso l'University College del North Staffordshire (ora Keele University), poi presso l'Università di Yale e quindi all'Università dell'Essex dove creò il Dipartimento di Governo. Ottenne dottorati onorari presso altre università. Fondò il Consorzio europeo per la ricerca politica (ECPR), da lui diretto per dieci anni. Dopo aver fatto parte della Russell Sage Foundation a New York divenne professore di scienze politiche all'Istituto universitario europeo di Firenze. 
Fu membro dell'Accademia reale svedese delle scienze e dell'Accademia Europea. Nel 2004 gli venne conferito il Premio Johan Skytte in Scienze Politiche "per il suo eccezionale contributo alla professionalizzazione della scienza politica europea".
Blondel era particolarmente noto per i contributi da lui dati alla teoria dei sistemi partitici e alle relazioni tra partiti e governi. Concentrò alcuni suoi lavori in un confronto tra diversi sistemi presidenziali in tutto il mondo, con particolare attenzione all'America Latina, all'Africa e alle ex repubbliche sovietiche. 
Dall'ottobre 2003 l'ECPR assegna l'annuale "premio di dottorato Jean Blondel" per la migliore tesi in scienze politiche.
È morto il giorno di Natale del 2022.

## Pubblicazioni
- Voters, parties and leaders : the social fabric of British politics. Harmondsworth : Penguin Books, 1963.
- An Introduction to Comparative Government. London: Weidenfeld & Nicolson, 1969.
- Comparative legislatures. Englewood Cliffs, N.J : Prentice-Hall, 1973.
- Political parties. A genuine case for discontent?. London : Wildwood House, 1978.
- The Discipline Of Politics. London & Boston : Butterworths, 1981.
- Political leadership : towards a general analysis. London & Beverly Hills : SAGE, 1987.
- con Ferdinand Müller-Rommel, Cabinets in Western Europe . Basingstoke : Macmillan, 1988.
- con Ferdinand Müller-Rommel, Governing together : the extent and limits of joint decision-making in Western European cabinets. New York : St. Martin's Press, 1993.
- con Maurizio Cotta, Party and government : an inquiry into the relationship between governments and supporting parties in liberal democracies. New York : St. Martin's Press, 1996.
- con Richard Sinnott e Palle Svensson, People and Parliament in the European Union : participation, democracy, and legitimacy Oxford, England : Clarendon Press, 1998.
- con Maurizio Cotta, The nature of party government : a comparative European perspective. New York : St. Martin's Press, 2000.
- con Ferdinand Müller-Rommel, Cabinets in Eastern Europe . Basingstoke : Macmillan, 2001.
- The Presidential Republic. Palgrave Macmillan, 2015.